# Apamea abbreviata
Apamea abbreviata är en fjärilsart som beskrevs av Adrian Hardy Haworth 1809. Apamea abbreviata ingår i släktet Apamea och familjen nattflyn. Inga underarter finns listade i Catalogue of Life.